# Tridens oklahomensis
Tridens oklahomensis là một loài thực vật có hoa trong họ Hòa thảo. Loài này được (Feath.) Feath. miêu tả khoa học đầu tiên năm 1951.